# Trifle
A trifle (~"trájföl", érdekességképpen a trifle szó apróság, csekélység jelentésben is értelmezhető) egy rétegzett desszert, mely elsősorban a brit konyha specialitása. Egy vékony réteg babapiskótát sherrybe vagy egyéb likőrborba (más néven: szeszezett bor) áztatnak, majd vaníliasodó (=custard) kerül rá, végül valamilyen gyümölcsös elem, frissen, vagy zseléként, a trifle variációi sokféleképpen készíthetők el, egyesek pl. kihagyják a gyümölcsöket, helyettük csokoládét, kávét, vaníliát használnak. Általában három-négy réteg alkotja a desszertet, melynek tetejére tejszínhab, vagy hagyományosan syllabub kerül.

## Típusai
- Cassata – piskótatípus

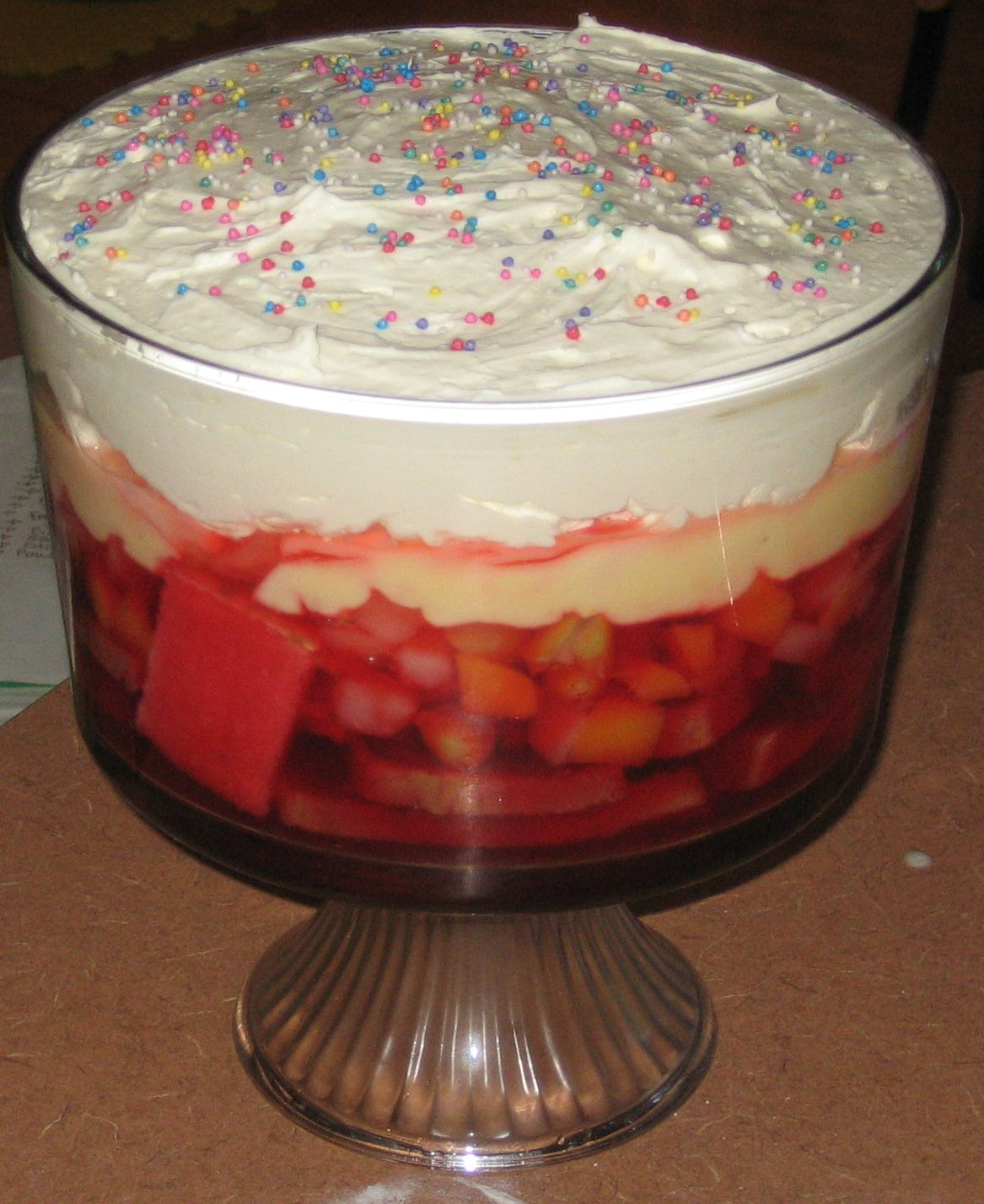
A trifle különböző rétegei

- Crema de fruta – filippínó rétegzett torta
- Pavê - brazil desszert
- Icebox cake - kultikus amerikai desszert

### Custard-hoz hasonló desszertek
- Parfé (Parfait) – fagyasztott desszert
- Puding (pudding)

## Fordítás
Ez a szócikk részben vagy egészben  a   Trifle című angol Wikipédia-szócikk fordításán alapul.  Az eredeti cikk szerkesztőit annak laptörténete sorolja fel. Ez a jelzés csupán a megfogalmazás eredetét és a szerzői jogokat jelzi, nem szolgál a cikkben szereplő információk forrásmegjelöléseként.